# Николаев (лунный кратер)
Николаев (лат. Nikolaev) — крупный ударный кратер в экваториальной области обратной стороны Луны. Название присвоено в честь советского космонавта Андрияна Григорьевича Николаева (1929—2004) и утверждено Международным астрономическим союзом в 1970 году. Образование кратера относится к позднеимбрийскому периоду.

## Описание кратера

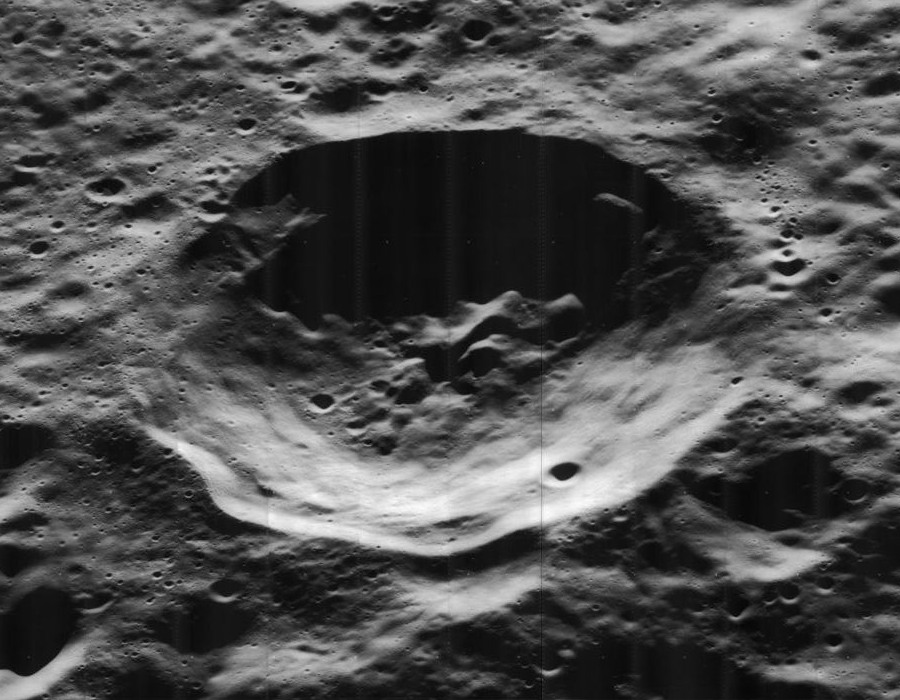
Снимок зонда Lunar Orbiter — V.

Ближайшими соседями кратера являются кратер Курчатов на западе-северо-западе; кратер Винер на северо-западе; кратер Нейман на севере; кратер Эпплтон на востоке-северо-востоке; кратер Титов на юге и кратер Терешкова на юго-западе. На юге от кратера Николаев находится Море Москвы. Селенографические координаты центра кратера 35°05′ с. ш. 151°17′ в. д. / 35,08° с. ш. 151,28° в. д., диаметр 42,7 км, глубина 2,2 км.
Кратер Николаев имеет полигональную форму и умеренно разрушен. Вал несколько сглажен, в северной и южной части почти сравнялся с окружающей местностью. Внутренний вал широкий, с остатками террасовидной структуры. Высота вала над окружающей местностью достигает 1040 м, объем кратера составляет приблизительно 1270 км³. Дно чаши пересечённое, в южной части отмечено несколькими мелкими кратерами. Имеется невысокий центральный пик в с радиально отходящими отрогами.

## Сателлитные кратеры

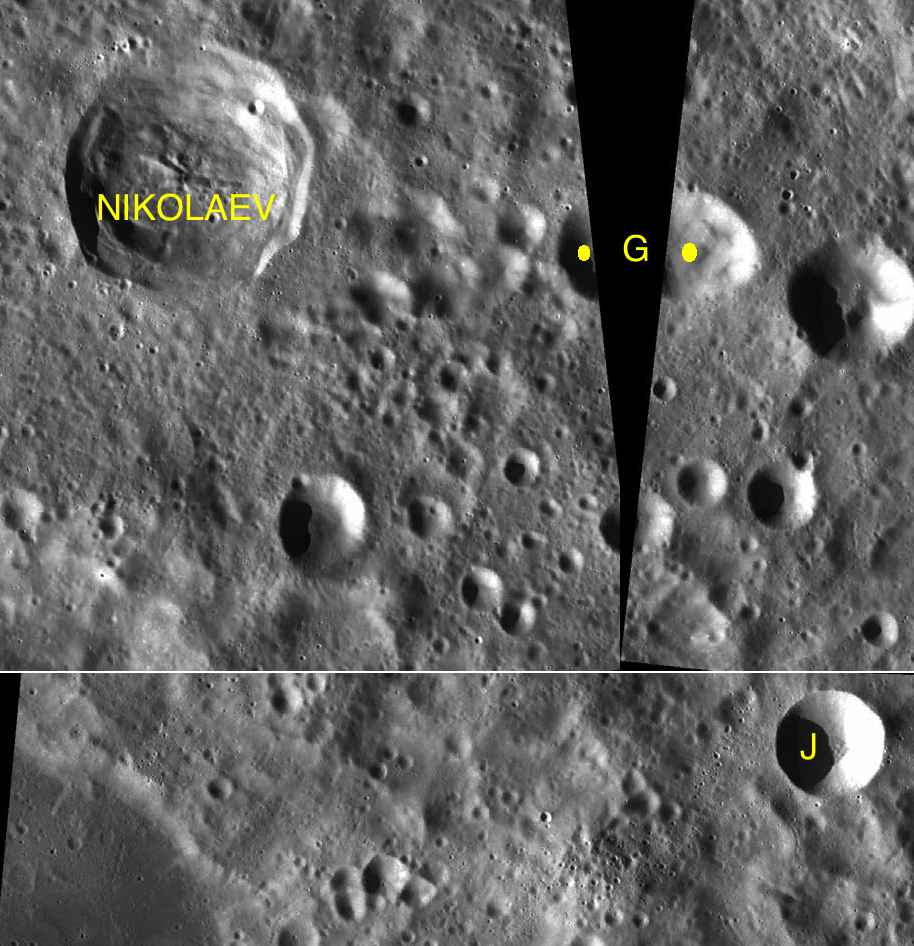
Фрагменты карт LAC-31, LAC-32, LAC-49.

| Николаев | Координаты                                              | Диаметр, км |
| -------- | ------------------------------------------------------- | ----------- |
| G        | 34°23′ с. ш. 154°11′ в. д. / 34,38° с. ш. 154,19° в. д. | 21,5        |
| J        | 31°35′ с. ш. 155°26′ в. д. / 31,59° с. ш. 155,43° в. д. | 18,8        |